# دوايت ماير
دوايت ماير (بالإنجليزية: Dwight Mayer)‏ هو لاعب كريكيت أمريكي، ولد في 1927 في ستوكتون في الولايات المتحدة، وتوفي في 2013.